# Tetraonyx albipilosa
Tetraonyx albipilosa là một loài bọ cánh cứng trong họ Meloidae. Loài này được Van Dyke miêu tả khoa học năm 1929.